# Stenopogon elizabethae
Stenopogon elizabethae är en tvåvingeart som beskrevs av Martin 1968. Stenopogon elizabethae ingår i släktet Stenopogon och familjen rovflugor. Inga underarter finns listade i Catalogue of Life.